# Michał Szpakowski
Michał Szpakowski, né le 23 avril 1989 à Toruń, est un rameur polonais

## Palmarès

### Jeux olympiques d'été
| Discipline | Londres 2012 Royaume-Uni | Rio 2016 Brésil |
| ---------- | ------------------------ | --------------- |
| Huit       | 7e                       | 5e              |

### Championnats du monde
| Discipline       | Amsterdam 2014 Pays-Bas | Ottensheim 2019 Autriche |
| ---------------- | ----------------------- | ------------------------ |
| Quatre de pointe |                         | Or                       |
| Huit             | Bronze                  |                          |

### Championnats d'Europe
| Discipline       | Brest 2009 Biélorussie | Montemor-o-Velho 2010 Portugal | Plovdiv 2011 Bulgarie | Varèse 2012 Italie | Séville 2013 Espagne | Račice 2017 Tchéquie | Lucerne 2019 Suisse |
| ---------------- | ---------------------- | ------------------------------ | --------------------- | ------------------ | -------------------- | -------------------- | ------------------- |
| Quatre de pointe |                        |                                |                       |                    |                      |                      | Argent              |
| Huit             | Or                     | Argent                         | Or                    | Or                 | Argent               | Argent               |                     |

## Récompenses et distinctions
- Croix d'or du Mérite polonais (Złoty Krzyż Zasługi) en 2009